# Eloria lyra
Eloria lyra är en fjärilsart som beskrevs av Collenette 1950. Eloria lyra ingår i släktet Eloria och familjen tofsspinnare. Inga underarter finns listade i Catalogue of Life.